# Старий Оток
Старий Оток (пол. Stary Otok) — село в Польщі, у гміні Олава Олавського повіту Нижньосілезького воєводства.
Населення — 148 осіб (2011).
У 1975-1998 роках село належало до Вроцлавського воєводства.

## Демографія
Демографічна структура станом на 31 березня 2011 року:
|          | Загалом | Допрацездатний вік | Працездатний вік | Постпрацездатний вік |
| -------- | ------- | ------------------ | ---------------- | -------------------- |
| Чоловіки | 69      | 16                 | 48               | 5                    |
| Жінки    | 79      | 8                  | 58               | 13                   |
| Разом    | 148     | 24                 | 106              | 18                   |